# Урусовское сельское поселение (Татарстан)
Урусовское се́льское поселе́ние — муниципальное образование в Мензелинском районе Татарстана Российской Федерации.
Административный центр — деревня Урусово.

## История
Статус и границы сельского поселения установлены Законом Республики Татарстан от 31 января 2005 года № 50-ЗРТ «Об установлении границ территорий и статусе муниципального образования "Мензелинский муниципальный район" и муниципальных образований в его составе».

## Население
| 2010 | 2011  | 2012 | 2013 | 2014 | 2015 | 2016 |
| ---- | ----- | ---- | ---- | ---- | ---- | ---- |
| 1030 | ↘1022 | ↘998 | ↘986 | ↘970 | ↗972 | ↘953 |
| 2017 | 2018  |      |      |      |      |      |
| ↘942 | ↘914  |      |      |      |      |      |

## Состав сельского поселения
| № | Населённый пункт | Тип населённого пункта          | Население |
| - | ---------------- | ------------------------------- | --------- |
| 1 | Гулюково         | село                            | 365       |
| 2 | Тулубаево        | село                            | 371       |
| 3 | Урусово          | деревня, административный центр | 271       |